# Хейшуйхе (заповідник)
Хейшуйхе (кит.: 黑水河省, піньінь: Hēi shuǐ hé) — заповідник в китайській провінції Сичуань. Входить до комплексу парків і резерватів великої панди, що у 2006 році увійшов до переліку Світової спадщини ЮНЕСКО. Назва перекладається «річка чорної (темної) води».

## Опис
Загальна площа станови 450,2 км2. Заповідник охоплює значну територію річки Хейшуйхе, що є притокою річки Міньцзян. Розташований у повіті  Даї на заході Ченду, в провінції Сичуань.
Місцина багата на флору і фауну. Тут зустрічаються 10 видів тварин і птахів та 47 видів рослин, що знаходяться під охороною на національному рівні. Насамперед це стосується великої панди, червоної панди, тибетської макаки, мавп-рінопітеків, такіна, сніжного барсу, нахура, благородного оленя, жовтогрудої куниці, багряного фазана, Davidia involucrata.
Клімат тут переважно вологий і субтропічний. Значні площі займають бамбукові ліси, що є важливим фактором збереження популяції великої панди. Цей заповідник входить до 10 найбільших місць (з 39) з розведення великої панди. У дикій природі мешкає близько 40 великих панд.

## Історія
У 1992 році тут впроваджено державний проект із захисту великої панди. У 1993 році територія набула статусу національного заповідника. Керівництво здійснюють 2 бюро лісового господарства — повітів Даї та Лушань.
Натепер на території функціонує науково-дослідницький центр, що вивчає панд. В загальний комплекс входить ветеринарна служба та музей великої панди. Водночас починають впроваджуватися заходи із облаштування заповідника. Завдяки цьому планують запобігти ерозії 246 200 тонн ґрунтів і зберегти 6 519 400 тонн водних потужностей.
Внаслідок землетрусу 2008 року заповідник суттєво постраждав: стався зсув ґрунту, було заблоковано річище річки, пошкоджено дороги, зламано мости.
У 2014 році розпочався проект із дослідження сніжних барсів.